# FC Petržalka
FC Petržalka 1898 – słowacki klub piłkarski z Bratysławy. W 2005 i 2008 roku zdobył mistrzostwo kraju (pod nazwą Artmedia Petržalka). Po Tatranie Preszów jest to drugi pod względem wieku klub na Słowacji.

## Historia
Klub został założony w 1898 roku. W 1986 roku w lidze czechosłowackiej zajął 4. miejsce. W 2003 roku wywalczył wicemistrzostwo Słowacji, 2 lata później sięgnął po mistrzostwo Słowacji (po raz pierwszy w historii klubu). Największym sukcesem klubu jest awans do Ligi Mistrzów w 2005 roku. W grupie zajął 3. miejsce, co dało mu grę w Pucharze UEFA.

### Chronologia nazw
- 1880: Pozsonyi Torna Egyesület (PTE) - sekcja piłkarska od 1898 roku
- 1939: Engerau Pressburg - Petržalka włączona została do III Rzeszy i rozgrywała swoje mecze w Gauklasse Niederdonau Süd
- 1945: Športový klub (ŠK) Petržalka
- 1949: Základná športová jednota (ZŠJ) Kovosmalt Petržalka
- 1953: Telovýchovná jednota (TJ) Spartak Kovosmalt Bratislava
- 1963: Telovýchovná jednota (TJ) Považské Strojárne Bratislava
- 1965: Spartak Kovosmalt (SKS) Petržalka
- 1976: Telovýchovná jednota Závody ťažkého strojárstva (ZŤS) Petržalka
- 1986: TJ Internacionál Slovnaft ZŤS Bratislava-Petržalka - podczas fuzji z Interem Bratysława
- 1990: Prvý futbalový club (1. FC) Hydronika Petržalka - po zakończeniu fuzji
- 1991: Prvý futbalový club (1. FC) Petržalka
- 1993: Football Club (FC) Artmedia Petržalka
- 2004: Football Club (FC) Artmedia Bratislava
- 2007: Football Club (FC) Artmedia Petržalka
- 2009: Mestský futbalový klub (MFK) Petržalka
- 2010: Football Club (FC) Petržalka 1898 a.s.
- 2014: Football Club (FC) Petržalka akadémia - założony po rozwiązaniu FC Petržalka 1898
- 2014: Football Club (FC) Petržalka 1898
- 2017: Football Club (FC) Petržalka

## Sukcesy
- Mistrzostwo Słowacji – (2x) – 2005, 2008
- Wicemistrzostwo Słowacji – (2x) – 2003, 2007
- 4 pozycja w lidze Czechosłowackiej – 1986
- Puchar Słowacji – (2x) – 2005, 2008
- Awans do fazy grupowej Ligi Mistrzów – 2005

## Kadra w sezonie 2017/2018
| Nr | Poz. | Piłkarz             |
| -- | ---- | ------------------- |
| 2  | OB   | Ivan Žiga ml.       |
| 3  | OB   | Valentín Majerčák   |
| 4  | OB   | Peter Sopúch        |
| 5  | OB   | Martin Walla        |
| 5  | OB   | Ladislav Horvát     |
| 9  | PO   | Tomáš Pochyba       |
| 9  | NA   | Dávid Kondrlík      |
| 10 | PO   | Boris Turčák        |
| 12 | PO   | Pablo Valls Polonyi |
| 13 | OB   | Dávid Marko         |
| 14 | OB   | Dominik Košťál      |
| 17 | NA   | František Hečko     |
| 18 | NA   | Michal Maco         |

| Nr | Poz. | Piłkarz          |
| -- | ---- | ---------------- |
| 19 | OB   | Matúš Hitka      |
| 20 | OB   | Jakub Hrnčár     |
| 22 | NA   | Tino Miguez      |
| 23 | PO   | Patrik Kavoň     |
| 27 | PO   | Marko Vizváry    |
| 29 | BR   | Milan Valašik    |
| 33 | PO   | Juraj Piroska    |
| 64 | OB   | Ivan Minčič      |
| 66 | OB   | Erich Petriľák   |
| 77 | PO   | František Lády   |
| 91 | NA   | Lukáš Hutta      |
| 93 | PO   | Lukáš Gašparovič |
| 98 | BR   | Daniel Kastl     |
| 99 | BR   | Peter Sokol      |

## Europejskie puchary
Legenda do wszystkich tabel:
- Q – runda eliminacyjna, 1/16, 1/8, 1/4, 1/2 – odpowiednia faza rozgrywek, Grupa – runda grupowa, 1r gr – pierwsza runda grupowa, 2r gr – druga runda grupowa, F – finał, R – runda, PO – play-off
- k. – rzuty karne, los. – losowanie, Dogr. – dogrywka, w. – zasada bramek strzelonych na wyjeździe

| Sezon   | Rozgrywki        | Runda   | Przeciwnik              | Dom | Wyjazd | Ogólnie     |
| ------- | ---------------- | ------- | ----------------------- | --- | ------ | ----------- |
| 2001    | Puchar Intertoto | 1R      | Ekranas Poniewież       | 1–1 | 1–1    | 2–2, k: 4–3 |
| 2001    | Puchar Intertoto | 2R      | NK Celje                | 1–1 | 0–5    | 1–6         |
| 2003/04 | Puchar UEFA      | Q       | F91 Dudelange           | 1–0 | 1–0    | 2–0         |
| 2003/04 | Puchar UEFA      | 1R      | Girondins Bordeaux      | 1–1 | 1–2    | 2–3         |
| 2004/05 | Puchar UEFA      | 2Q      | Dnipro Dniepropietrowsk | 0–3 | 1–1    | 1–4         |
| 2005/06 | Liga Mistrzów    | 1R      | Kajrat Ałmaty           | 4–1 | 0–2    | 4–3, Dogr.  |
| 2005/06 | Liga Mistrzów    | 2Q      | Celtic F.C.             | 5–0 | 0–4    | 5–4         |
| 2005/06 | Liga Mistrzów    | 3Q      | FK Partizan             | 0–0 | 0–0    | 0–0, k: 4–3 |
| 2005/06 | Liga Mistrzów    | Grupa H | Inter Mediolan          | 0–1 | 0–4    | 3. miejsce  |
| 2005/06 | Liga Mistrzów    | Grupa H | FC Porto                | 0–0 | 3–2    | 3. miejsce  |
| 2005/06 | Liga Mistrzów    | Grupa H | Rangers                 | 2–2 | 0–0    | 3. miejsce  |
| 2005/06 | Puchar UEFA      | 1/16    | Lewski Sofia            | 0–1 | 0–2    | 0–3         |
| 2006/07 | Puchar UEFA      | 1Q      | WIT Georgia             | 1–2 | 2–0    | 3–2         |
| 2006/07 | Puchar UEFA      | 2Q      | Dynama Mińsk            | 2–1 | 3–2    | 5–3         |
| 2006/07 | Puchar UEFA      | 1R      | RCD Espanyol            | 2–2 | 1–3    | 3–5         |
| 2007/08 | Puchar UEFA      | 1Q      | Zimbru Kiszyniów        | 1–1 | 2–2    | 3–3, w.     |
| 2007/08 | Puchar UEFA      | 2Q      | Mika Erywań             | 2–0 | 1–2    | 3–2         |
| 2007/08 | Puchar UEFA      | 1R      | Panathinaikos AO        | 1–2 | 0–3    | 1–5         |
| 2008/09 | Liga Mistrzów    | 1Q      | Valletta FC             | 1–0 | 2–0    | 3–0         |
| 2008/09 | Liga Mistrzów    | 2Q      | Tampere United          | 4–2 | 3–1    | 7–3         |
| 2008/09 | Liga Mistrzów    | 3Q      | Juventus F.C.           | 1–1 | 0–4    | 1–5         |
| 2008/09 | Puchar UEFA      | 1R      | SC Braga                | 0–2 | 0–4    | 0–6         |